# 学校の設置者
学校の設置者（がっこうのせっちしゃ）とは、学校を設置し、学校を所有する者。
「設置者」と称するが、「その学校を設立時に設置した者」という意味ではなく、「その学校を現在もしくは特定の時点で所有し管理している者」、いわゆる「運営者」のことをいう。

## 学生の割合

### 中等教育まで
| 国               | 初等教育 | 初等教育 | 初等教育       | 初等教育 | 前期中等教育 | 前期中等教育 | 前期中等教育   | 前期中等教育 | 後期中等教育 | 後期中等教育 | 後期中等教育   | 後期中等教育 |
| 国               | 国公立   | 私立学校 | 私立学校       | 私立学校 | 国公立       | 私立学校     | 私立学校       | 私立学校     | 国公立       | 私立学校     | 私立学校       | 私立学校     |
| 国               | 国公立   | 計       | 政府 補助 あり | 独立校   | 国公立       | 計           | 政府 補助 あり | 独立校       | 国公立       | 計           | 政府 補助 あり | 独立校       |
| ---------------- | -------- | -------- | -------------- | -------- | ------------ | ------------ | -------------- | ------------ | ------------ | ------------ | -------------- | ------------ |
| オーストラリア   | 69       | 31       | 31             | N/A      | 63           | 37           | 37             | N/A          | 63           | 37           | 37             | N/A          |
| オーストリア     | 94       | 6        | 6              | 6        | 91           | 9            | 9              |              | 90           | 10           | 10             |              |
| ベルギー         | 46       | 54       | 54             | N/A      | 42           | 58           | 58             | N/A          | 41           | 59           | 59             | N/A          |
| カナダ           | 94       | 6        | 6              | 6        | 91           | 9            | 9              |              | 94           | 6            | 6              |              |
| チェコ           | 98       | 2        | 2              | N/A      | 97           | 3            | 3              | N/A          | 85           | 15           | 15             | N/A          |
| デンマーク       | 85       | 15       | 15             | 0        | 73           | 27           | 26             | 1            | 98           | 2            | 2              | 0            |
| エストニア       | 95       | 5        | N/A            | 5        | 96           | 4            | N/A            | 4            | 97           | 3            | N/A            | 3            |
| フィンランド     | 98       | 2        | 2              | N/A      | 95           | 5            | 5              | N/A          | 81           | 19           | 19             | N/A          |
| フランス         | 85       | 15       | 14             | 0        | 78           | 22           | 22             | 0            | 68           | 32           | 31             | 1            |
| ドイツ           | 95       | 5        | 5              | 5        | 90           | 10           | 10             | 10           | 92           | 8            | 8              |              |
| ハンガリー       | 86       | 14       | 14             | N/A      | 85           | 15           | 15             | N/A          | 73           | 27           | 27             | N/A          |
| アイスランド     | 97       | 3        | 3              | 0        | 99           | 1            | 1              | 0            | 80           | 20           | 19             | 1            |
| アイルランド     | 99       | 1        | 0              | 1        | 100          | 0            | 0              | 0            | 98           | 2            | 0              | 2            |
| イスラエル       | 77       | 23       | 23             | N/A      | 84           | 16           | 16             | N/A          | 94           | 6            | 6              | N/A          |
| イタリア         | 93       | 7        | N/A            | 7        | 96           | 4            |                | 4            | 91           | 9            | 5              | 4            |
| 日本             | 99       | 1        | N/A            | 1        | 93           | 7            |                | 7            | 68           | 32           | N/A            | 32           |
| 大韓民国         | 98       | 2        | N/A            | 2        | 82           | 18           | 18             | N/A          | 56           | 44           | 44             | N/A          |
| ルクセンブルク   | 90       | 10       | 0              | 9        | 81           | 19           | 10             | 9            | 83           | 17           | 7              | 10           |
| メキシコ         | 91       | 9        | N/A            | 9        | 89           | 11           |                | 11           | 83           | 17           | N/A            | 17           |
| ニュージーランド | 98       | 2        | 0              | 2        | 95           | 5            | 0              | 5            | 85           | 15           | 10             | 5            |
| ノルウェー       | 97       | 3        | 2              | 0        | 97           | 3            | 3              | 0            | 89           | 11           | 11             | 0            |
| ポーランド       | 96       | 4        | 1              | 3        | 94           | 6            | 2              | 4            | 84           | 16           | 1              | 15           |
| ポルトガル       | 88       | 12       | 4              | 8        | 87           | 13           | 7              | 6            | 79           | 21           | 5              | 16           |
| スロバキア       | 94       | 6        | 6              | N/A      | 93           | 7            | 7              | N/A          | 85           | 15           | 15             | N/A          |
| スロベニア       | 99       | 1        | 1              | 0        | 100          | 0            | 0              | 0            | 96           | 4            | 2              | 2            |
| スペイン         | 68       | 32       | 28             | 4        | 71           | 29           | 27             | 3            | 75           | 25           | 17             | 8            |
| スウェーデン     | 90       | 10       | 10             | 0        | 85           | 15           | 15             | 0            | 82           | 18           | 18             | 0            |
| スイス           | 94       | 6        | 1              | 4        | 91           | 9            | 3              | 6            | 85           | 15           | 9              | 5            |
| トルコ           | 97       | 3        | N/A            | 3        | 97           | 3            | N/A            | 3            | 97           | 3            | N/A            | 3            |
| イギリス         | 89       | 11       | 6              | 4        | 48           | 52           | 47             | 6            | 26           | 74           | 69             | 5            |
| アメリカ合衆国   | 92       | 8        | N/A            | 8        | 92           | 8            | N/A            | 8            | 92           | 8            | N/A            | 8            |

### 第3期の教育
| 国               | 第3期の教育すべて | 第3期の教育すべて | 第3期の教育すべて | 第3期の教育すべて | 短期レベル | 短期レベル | 短期レベル     | 短期レベル | 学士レベル | 学士レベル | 学士レベル     | 学士レベル | 修士レベル | 修士レベル | 修士レベル     | 修士レベル | 博士レベル | 博士レベル | 博士レベル     | 博士レベル |
| 国               | 国公立            | 私立学校          | 私立学校          | 私立学校          | 国公立     | 私立学校   | 私立学校       | 私立学校   | 国公立     | 私立学校   | 私立学校       | 私立学校   | 国公立     | 私立学校   | 私立学校       | 私立学校   | 国公立     | 私立学校   | 私立学校       | 私立学校   |
| 国               | 国公立            | 計                | 政府 補助 あり    | 独立校            | 国公立     | 計         | 政府 補助 あり | 独立校     | 国公立     | 計         | 政府 補助 あり | 独立校     | 国公立     | 計         | 政府 補助 あり | 独立校     | 国公立     | 計         | 政府 補助 あり | 独立校     |
| ---------------- | ----------------- | ----------------- | ----------------- | ----------------- | ---------- | ---------- | -------------- | ---------- | ---------- | ---------- | -------------- | ---------- | ---------- | ---------- | -------------- | ---------- | ---------- | ---------- | -------------- | ---------- |
| オーストラリア   | 92                | 8                 | 3                 | 6                 | 74         | 26         | 16             | 10         | 95         | 5          | 0              | 5          | 95         | 5          | N/A            | 5          | 99         | 1          | N/A            | 1          |
| オーストリア     | 84                | 16                | 16                | 16                | 82         | 18         | 18             | 18         | 79         | 21         | 21             | 21         | 89         | 11         | 11             | 11         | 99         | 1          | 1              | 1          |
| ベルギー         | 42                | 58                | 57                | N/A               | 37         | 63         | 63             | N/A        | 43         | 57         | 57             | 0          | 40         | 60         | 60             | 1          | 58         | 42         | 42             | 0          |
| チリ             | 16                | 84                | 12                | 72                | 3          | 97         | 2              | 94         | 20         | 80         | 15             | 65         | 26         | 74         | 16             | 58         | 44         | 56         | 44             | 11         |
| チェコ           | 87                | 13                | 2                 | 11                | 86         | 14         | 14             | N/A        | 84         | 16         | 3              | 13         | 90         | 10         | N/A            | 10         | 100        | 0          | N/A            | 0          |
| デンマーク       | 98                | 2                 | 2                 | 0                 | 97         | 3          | 3              | 0          | 97         | 3          | 3              | 0          | 100        | 0          | 0              | 0          | 100        | 0          | 0              | 0          |
| エストニア       | 16                | 84                | 74                | 10                | N/A        | N/A        | N/A            | N/A        | 23         | 77         | 64             | 13         | 1          | 99         | 95             | 4          | 0          | 100        | 99             | 1          |
| フィンランド     | 72                | 28                | 28                | N/A               | 100        | 0          | 0              | N/A        | 65         | 35         | 35             | N/A        | 92         | 8          | 8              | a          | 100        | 0          | 0              | N/A        |
| フランス         | 79                | 21                | 3                 | 18                | 67         | 33         | 12             | 21         | 86         | 14         | 2              | 13         | 78         | 22         | 0              | 22         | 99         | 1          | 0              | 1          |
| ドイツ           | 92                | 8                 | 8                 | 8                 | 80         | 20         | 20             | N/A        | 88         | 12         | 12             | 12         | 97         | 3          | 3              | 3          | 100        | 0          | 0              | 0          |
| ハンガリー       | 83                | 17                | 17                | N/A               | 44         | 56         | 56             | N/A        | 87         | 13         | 13             | N/A        | 89         | 11         | 11             | a          | 94         | 6          | 6              | N/A        |
| アイスランド     | 81                | 19                | 19                | 0                 | 45         | 55         | 55             | 0          | 81         | 19         | 19             | 0          | 83         | 17         | 17             | 0          | 95         | 5          | 5              | 0          |
| アイルランド     | 98                | 2                 | N/A               | N/A               | N/A        | N/A        | N/A            | 98         | 2          | 0          | 2              | 97         | 3          | 0          | 3              | 99         | 1          | 0          | 1              |            |
| イスラエル       | 15                | 85                | 73                | 12                | 38         | 62         | 62             | 0          | 12         | 88         | 73             | 16         | 7          | 93         | 79             | 14         | 0          | 100        | 100            | 0          |
| イタリア         | 91                | 9                 | N/A               | 9                 | 0          | 100        | 0              | 100        | 90         | 10         | N/A            | 10         | 92         | 8          | N/A            | 8          | 95         | 5          | 0              | 5          |
| 日本             | 21                | 79                | N/A               | 79                | 8          | 92         | N/A            | 92         | 20         | 80         | N/A            | 80         | 47         | 53         | N/A            | 53         | 75         | 25         | N/A            | 25         |
| 大韓民国         | 19                | 81                | N/A               | 81                | 2          | 98         | N/A            | 98         | 24         | 76         | N/A            | 76         | 31         | 69         | N/A            | 69         | 36         | 64         | N/A            | 64         |
| メキシコ         | 69                | 31                | N/A               | 31                | 96         | 4          | N/A            | 4          | 69         | 31         | N/A            | 31         | 47         | 53         | N/A            | 53         | 67         | 33         | N/A            | 33         |
| ニュージーランド | 88                | 12                | 11                | 1                 | 57         | 43         | 40             | 4          | 96         | 4          | 4              | 0          | 97         | 3          | 3              | 0          | 100        | 0          | 0              | 0          |
| ノルウェー       | 83                | 17                | 7                 | 9                 | 60         | 40         | 40             | 0          | 81         | 19         | 7              | 12         | 95         | 5          | 2              | 3          | 98         | 2          | 1              | 1          |
| ポーランド       | 72                | 28                | N/A               | 28                | 89         | 11         | N/A            | 11         | 70         | 30         | N/A            | 30         | 74         | 26         | N/A            | 26         | 93         | 7          | N/A            | 7          |
| ポルトガル       | 82                | 18                | 0                 | 18                | N/A        | N/A        | N/A            | N/A        | 79         | 21         | 0              | 21         | 85         | 15         | 0              | 15         | 93         | 7          | 0              | 7          |
| スロバキア       | 82                | 18                | 0                 | 17                | 74         | 26         | 26             | N/A        | 81         | 19         | 0              | 19         | 83         | 17         | 0              | 17         | 94         | 6          | 0              | 6          |
| スロベニア       | 86                | 14                | 6                 | 8                 | 76         | 24         | 2              | 21         | 85         | 15         | 7              | 8          | 92         | 8          | 5              | 2          | 87         | 13         | 4              | 10         |
| スペイン         | 84                | 16                | 2                 | 14                | 80         | 20         | 13             | 7          | 84         | 16         | 0              | 16         | 85         | 15         | 0              | 15         | 92         | 8          | 0              | 8          |
| スウェーデン     | 91                | 9                 | 9                 | 0                 | 51         | 49         | 49             | 0          | 95         | 5          | 5              | 0          | 92         | 8          | 8              | 0          | 93         | 7          | 7              | 0          |
| スイス           | 82                | 18                | 9                 | 9                 | 8          | 92         | 19             | 73         | 80         | 20         | 11             | 9          | 95         | 5          | 3              | 2          | 100        | 0          | 0              | 0          |
| トルコ           | 94                | 6                 | N/A               | 6                 | 97         | 3          | N/A            | 3          | 94         | 6          | N/A            | 6          | 85         | 15         | N/A            | 15         | 94         | 6          | N/A            | 6          |
| イギリス         | N/A               | 100               | 100               | N/A               | N/A        | 100        | 100            | N/A        | N/A        | 100        | 100            | N/A        | N/A        | 100        | 100            | N/A        | N/A        | 100        | 100            | N/A        |
| アメリカ合衆国   | 72                | 28                | N/A               | 28                | 90         | 10         | N/A            | 10         | 66         | 34         | N/A            | 34         | 46         | 54         | N/A            | 54         | 62         | 38         | N/A            | 38         |

## 日本

### 日本における学校の設置者

#### いわゆる「一条校」の設置者
学校教育法でいう「学校」は、同法第1条の定めにより幼稚園、小学校、中学校、義務教育学校、高等学校、中等教育学校、特別支援学校、大学（短期大学、大学院大学、専門職大学を含む）、高等専門学校となっている。これらを特に指す場合は「一条校」と呼ばれることがある。
学校教育法第2条によりこの「学校」を設置できるのは、国（日本国）、地方公共団体、学校法人のみと定められている。ただし同条では国には国立大学法人と国立高等専門学校機構を含み、地方公共団体には公立大学法人を含むこととなっている。
なお、附則第6条により私立の幼稚園については学校法人以外の者が設置することを当分の間認めている。この附則第6条は2007年の改正までは第102条（以下「旧第102条」）であったが、1947年に学校教育法が最初に施行された際は、この旧第102条により私立の盲学校・聾学校・養護学校、および幼稚園を学校法人以外の者が当分の間設置することができるとされていた。私立の盲学校・聾学校・養護学校については、実際には1999年までに全て学校法人の設置となり、2006年の改正により学校法人以外の者が当分の間設置できるとした規定も削除された。
また、構造改革特別区域においては、「構造改革特別区域法」により学校設置会社（株式会社）や学校設置非営利法人（特定非営利活動法人）による株式会社立学校・株式会社立大学（通称 株立学校）。設置も認められており、学校の設置者は多様化しつつある。

#### 専修学校・各種学校の設置者
専修学校と各種学校は学校教育法に定められる教育施設ではあるが、第1条でいう「学校」、いわゆる一条校には含まれない。したがって、同法第2条による学校の設置者に関する制限も専修学校と各種学校には適用されないため、それらを運営するのに足りる財産や社会的信望を持っていることを要件に都道府県に認可されれば、学校法人以外の法人や個人が設置することができる。
一方で、学校法人は「私立学校」の設置を目的として設立されるものではあるが、私立学校法第64条第2項により、学校のほかに専修学校と各種学校も設置できると定められている。
また、専修学校や各種学校のみの設置を目的とする法人を設立することが私立学校法第64条第4項において認められている。これに基づく法人を指す名称は同法では定められていないが、一般的には「準学校法人」と呼ばれている。これは、いわゆる一条校を設置する前提でなければ学校法人は設立することができないため、専修学校と各種学校のみを設置するために学校法人類似の法人を設立できるよう同法で定められたものである。そのような経緯もあり、同法第65条により準学校法人は「学校法人」と称することができ、社会においても学校法人と準学校法人はほとんど区別されずに扱われている。

### 日本における学校の設置者の種類

#### 公法人
- 国（日本国） - 現在は国立大学法人、独立行政法人国立高等専門学校機構による設置。
  - 国が設置している学校は、国立学校と呼称される（学校教育法第2条第2項）。
  - 国による学校の設置には、個別の国立大学法人が行うもの、独立行政法人国立高等専門学校機構が行うものの2つの形態がある。もともと国立学校は日本国が直接設置し、文部科学省が学校管理の実務を行うことになっていたが、2005年（平成17年）3月現在この形式の学校は実在しない。各国立大学法人が設置している学校と独立行政法人国立高等専門学校機構が設置している学校は、各法人が個別に学校の管理を行う。
- 地方公共団体 - 公立大学法人を含む。
  - 地方公共団体が設置している学校は、公立学校と呼称される（学校教育法第2条第2項）。
  - 地方公共団体による学校の設置には、地方公共団体が直接行うもの、個別の公立大学法人が行うものの2つの形態がある。地方公共団体が直接設置している学校は、大学については首長の権限で、それ以外の学校については教育委員会が管理を行う。公立大学法人が設置している学校は、各公立大学法人が個別に学校の管理を行う。

#### 特別な学校法人
放送大学学園（文部科学省・総務省所管。放送大学学園法（平成14年法律第156号）による）
もともと当法人は旧・放送大学学園法（昭和56年法律第80号）による特殊法人であったが、2003年（平成15年）、10月1日に放送大学学園法（平成14年法律第156号）（新法）により「特別な学校法人」（第3条）とされた。ただし後述の学校法人（私法人）と異なり、当法人に対しては経常費の半額を超える補助金を交付することが可能となっており、国は、当法人に対して財政的に多額の支援を行なうことができる。当法人が行なう放送については、国が直接行なう放送ではないので公共放送に分類されるが、国から多額の補助金が交付されることもあり、実質的に国の支配下にあるとされ、国営放送のように捉えられることもある。なお正式名はあくまでも「放送大学学園」であり、法人名に学校法人の語は含まない。
学校法人沖縄科学技術大学院大学学園（内閣府所管。沖縄科学技術大学院大学学園法（平成21年法律第76号）による）
沖縄を拠点とする国際的に卓越した科学技術に関する教育研究の推進を図り、もって沖縄の振興及び自立的発展並びに世界の科学技術の発展に寄与することを目的として2011年11月1日に同法人が設立された。同法2条により「特別の学校法人」と位置づけられている。正式名称は「学校法人沖縄科学技術大学院大学学園」。沖縄科学技術大学院大学を設置している。

#### 私法人・私人

##### 学校（一条校）
いわゆる「一条校」と呼ばれる幼稚園、小学校、中学校、義務教育学校、高等学校、中等教育学校、特別支援学校、大学（短期大学、大学院大学、専門職大学を含む）、高等専門学校の設置者。
- 学校法人 - 学校法人が設置している学校は「私立学校」と呼称される（学校教育法第2条第2項）。学校法人が設置する学校は、各学校法人が個別に学校の管理を行う。
- 構造改革特別区域法によって特別に認められているもの
  - 学校設置会社（株式会社）
  - 学校設置非営利法人（特定非営利活動法人） - 上記の学校設置会社と異なり、大学と高等専門学校以外の学校を設置することができる。
- 幼稚園設置者のうち、学校教育法附則第6条によるもの - いわゆる一条校のうち、幼稚園においては同条により「当分の間、学校法人によって設置されることを要しない」と規定されている。
  - 学校法人以外の法人
    - 財団法人 - 私立学校法が施行される前の私立学校の設置者は、原則として財団法人とされていた。そのため、その当時から設置されていた幼稚園を一般財団法人や公益財団法人が設置しているところもあるほか、もともと他の事業を行っていた一般財団法人や公益財団法人が新たに幼稚園を設置したところもある。
    - 上記以外 - 社会福祉法人や宗教法人の例もある。なお宗教法人の場合、改めて学校法人を設立して移管するケースも多い。

  - 個人 - 一方で、のちに個人立から学校法人立に転換した例もある（共立幼稚園など）。

##### 専修学校・各種学校
いわゆる一条校と異なり、設置者は学校法人に限定されていない。
学校法人
学校法人は他に大学等の学校教育法上の学校を設置していなければ専修学校や各種学校の設置者とはなり得ないため、学校法人立は全体のうち専修学校では23%、各種学校では6%に留まる（いずれも平成30年度）。
準学校法人
専修学校や各種学校のみを設置するために私立学校法第64条第4項によりいわゆる「準学校法人」を設立することができ、同法第65条の規定により「学校法人」と称することができる。ただし、本来の学校法人とはやや異なる扱いを受けることがある。準学校法人立は全体のうち専修学校では47%、各種学校では29%である（いずれも平成30年度）。
学校法人・準学校法人以外の法人
いわゆる一条校に該当しない専修学校や各種学校については学校法人以外の者が設置することができるため、高等学校や大学などの学校に見られない法人が教育施設を設置していることがある。そのため、幼稚園と同様に一般財団法人や公益財団法人などの各種法人による設置も見られる。
- 医療系 - 社団法人組織の医師会、医療法人などの例もある。なお、看護学校については医療機関附属のものも存在する。
- ビジネス系 - 商工会議所のほか、株式会社の例もある（こちらを参照）。

個人
法令の規定において個人（自然人）が専修学校や各種学校を設置することは禁止されておらず、個人も設置することができる。実際、専修学校が制度化される前の1968年時点の各種学校は洋裁・服飾の課程を置く学校が8割強を占めていたがそのほぼすべてが個人立であり、他の課程を含めた各種学校の9割以上は個人立であった。しかし認可の指針としては、私人の行為のうち教育施設の運営に関係する行為とそうでない行為を区別することが求められており、特に会計については完全に区分して行うものとされているため、ある程度複雑な事務処理が必要となり近年では法人化が検討されることが比較的多い。そのため現在では個人立の施設は減少が続いており、専修学校制度発足以前から設置されている学校を中心に小規模な施設も多い各種学校でも47%となっており、より大規模な施設が多く専門性の高い教育を行う専修学校では6%となっている（いずれも平成30年度）。